# Urinothérapie

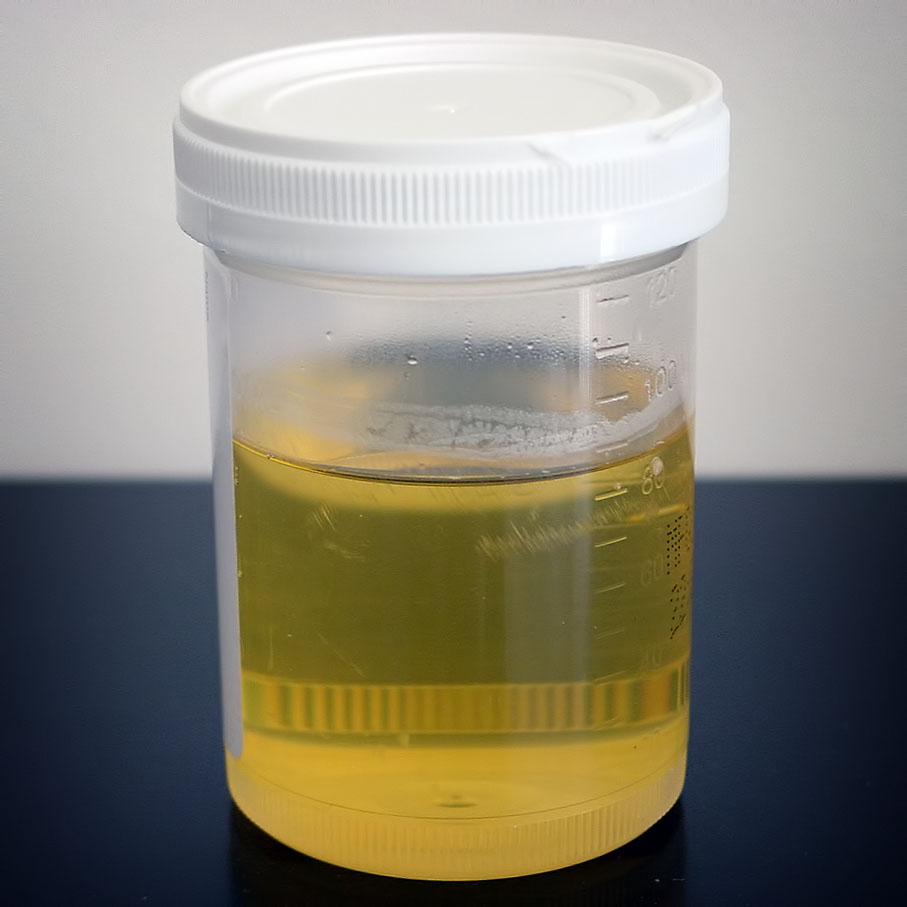
Échantillon d'urine humaine.

L’urinothérapie, ou « amaroli » (signifiant « tradition » en Inde), est une pratique pseudo-scientifique consistant à boire une partie de son urine dans le but d'entretenir sa santé ou de se soigner. Elle s'inscrit dans l'urophagie.
Il n'y a pas de preuves scientifiques d'un effet thérapeutique de cette pratique.

## Histoire
L’urinothérapie a été décrite pour la première fois par John W. Armstrong, originaire du Royaume-Uni, dans son livre The Water of life paru au XXe siècle. Il y décrit notamment une thérapie sans médicament ou drogue, qui permet de soigner tout type de maladie.
L'usage religieux de l'urinothérapie est documenté dans un texte sanskrit daté de 5 000 ans, le Damar Tantra dans lequel la pratique s'appelle « Shivambu Kalpa ». Le papyrus Ebers, l'un des plus anciens traités médicaux qui nous soit parvenu et qui aurait été rédigé au XVIe siècle avant notre ère, propose 55 recettes à base d'urine.
Depuis des siècles à Dongyang en Chine, les « tong zi dan » sont cuisinés dans de l'urine d'écoliers âgés de préférence de moins de 10 ans. Selon certaines versions de la médecine traditionnelle chinoise, ce mets aurait comme effet bénéfique de rétablir le yin, de diminuer la chaleur corporelle lors des  journées chaudes d'été, et d'améliorer la circulation sanguine. En 2008, les « œufs de garçon vierge » ont été inscrits au patrimoine culturel immatériel local.
Au XXe siècle, l'ancien premier ministre indien Morarji Desai fut un ardent défenseur de cette méthode tout en étant la risée de ses pairs. Gandhi a abordé le sujet mais ne l'a jamais pratiqué.
Ces dernières années une augmentation de cette pratique a été initiée par de nombreux mouvements sectaires, s'inspirant de la mode du retour à la nature et des médecines non conventionnelles, en niant toute forme de danger. Selon ses partisans boire son urine aurait des propriétés curatives étonnantes, ainsi beaucoup l'utilisent aussi à titre préventif, et comme cosmétique. Il s'agit pourtant d'une méthode empirique dont l'efficacité n'a jamais été prouvée, et qui présente des risques importants.

## Avantages prétendus et risques
Pour donner un intérêt à cette pratique, les promoteurs actuels prétendent que le sac amniotique est constitué de 80 % d'urine et qu'il serait bénéfique pour le fœtus. D'autres mettent en avant la présence de vitamines, en particulier de vitamine C. Si l'urine contient effectivement des traces de produits potentiellement bénéfiques en très petite quantité, elle contient aussi en grande quantité des produits nocifs dont le corps se débarrasse via la miction, dont des toxines et les déchets du métabolisme (mécanisme d'élimination rénale).
L'urine concentre également de nombreux poisons, produits naturellement par l'organisme, ou absorbés et devant être évacués, tels que les drogues qui ont été consommées (voir Composition de l'urine). Boire son urine peut donc entraîner des troubles sévères en ré-ingérant les produits toxiques que le corps s'efforce d'évacuer car ils étaient en excès dans l’organisme (tel l'acide urique à l’origine de la goutte, ou encore toutes les toxines urémiques), conduisant à une auto-intoxication, selon le Pr Christian Combe (néphrologue et Président de la Société Francophone de Néphrologie Dialyse Transplantation).   
Néanmoins, il n'existe actuellement pas de preuves scientifiques de l'urinothérapie. De nombreuses études ont été réalisées, mais elles présentent toutes des lacunes méthodologiques importantes, telles que des échantillons de petite taille, des recherches sur des cellules animales ou la présentation d'un seul cas clinique.
Des échantillons d'urine prélevés chez des enfants traités avec de l'urine ont montré la présence de micro-organismes pathogènes tels que Escherichia coli et Staphylococcus aureus. L'utilisation de l'urine comme traitement alternatif peut causer des infections chez les enfants et les personnes en contact avec eux.
Il est essentiel d'attirer l'attention sur les risques potentiels liés à l'urinothérapie, car il n'existe pas suffisamment de preuves solides pour étayer son efficacité. Selon certaines recherches, la thérapie par l'urine comporte des risques importants, notamment des infections bactériennes majeures, des problèmes visuels et des irrégularités électrolytiques. Ces résultats soulignent la nécessité d'une étude complète et rigoureuse sur l'urinothérapie afin d'évaluer de manière exhaustive ses effets sur la santé humaine
Sans réelle définition concrète ni preuve empirique de son efficacité, mais présentant en revanche de réels risques de dérives vers l'abus de faiblesse, l'urinothérapie est considérée par les autorités médicales comme une pseudo-science potentiellement dangereuse et régulièrement citée par la commission de l'Assemblée Nationale sur les dérives sectaires (MIVILUDES).

## Utilisation dans l'Antiquité
Les accoucheuses disaient que de l’urine, suivant qu'elles venaient d'eunuques, de femmes fécondes, d'enfants pubères ou d'hommes, calmait les démangeaisons et quand elle était couplée avec du nitre, elle pouvait guérir les ulcères de la tête, le porrigo ou les ulcères rongeant des parties génitales. l’urine pouvait également guérir les morsures de serpent ou de chiens enragés quand elle est mélangée à de la cendre. Les Romains se lavaient avec de l’urine fétide pour se délivrer de la psora apportée par les Grecs. L’urine aurait également des vertus pour combattre la teigne ou encore la gale. Un des médecins de Louis XVI l’utilisait pour faire des lavements car selon lui, elle avait des propriétés laxatives, fait cesser la fièvre ou guérit les destructions du foie. Madame de Sévigné employait l’essence d’urine lors de ses vapeurs ou pour ses rhumatismes. Toujours selon l’article, la pratique de l’urinothérapie réduirait le stress, les risques de cancer, ou encore d'insuffisance rénale. Le domaine médical n’est pas le seul domaine où l’urine est utilisée, les Gaulois l’utilisaient lors de la fabrication des savons par exemple. Elle était également utilisée pour le nettoyage, l’assouplissement, le blanchiment, le tannage, la parfumerie ou encore l’engrais.

## La secte Misa-Atman
Créée par Gregorian Bivolaru, elle encourageait l'urinothérapie. Le gourou buvait lui-même l'urine de ses nouvelles recrues féminines et organisait des séances avec une dizaine de femmes dans la même pièce. Elles devaient avoir des rapports entre elles et, à la fin, urinaient dans un grand bol avant de le boire. La secte a été démantelée fin 2023 et le gourou arrêté en région parisienne est mis en examen pour viols, abus de faiblesse, séquestration et traite d’êtres humains en bande organisée.